# Abdelkrim Kerroum
Abdelkrim Kerroum, né le 25 mars 1936 à Saïda et mort le 9 janvier 2022, est un footballeur franco-algérien.
Il compte 3 sélections en équipe nationale entre 1963 et 1964.

## Biographie
Abdelkrim Kerroum évolue comme attaquant à l'Association sportive Troyes Sainte-Savine. Il rejoint l'équipe de football du FLN entre 1961 et 1962.

## Source
- Marc Barreaud, Dictionnaire des footballeurs étrangers du championnat professionnel français (1932-1997), cf. notice du joueur page 77.